# Shanghai Open 1996
Lo Shanghai Open 1996  è stato un torneo di tennis giocato sul sintetico indoor. È stata la 1ª edizione dell'Kingfisher Airlines Tennis Open, che fa parte della categoria World Series nell'ambito dell'ATP Tour 1996. Il torneo si è giocato a Shanghai in Cina, dal 29 gennaio al 4 febbraio 1996.

## Campioni

### Singolare maschile
Andrej Ol'chovskij ha battuto in finale   Mark Knowles con il punteggio di 7–6(5), 6–2

### Doppio maschile
Mark Knowles /  Roger Smith hanno battuto in finale  Jim Grabb /  Michael Tebbutt con il punteggio di 4–6, 6–2, 7–6